# Terast mis hangund me hinge

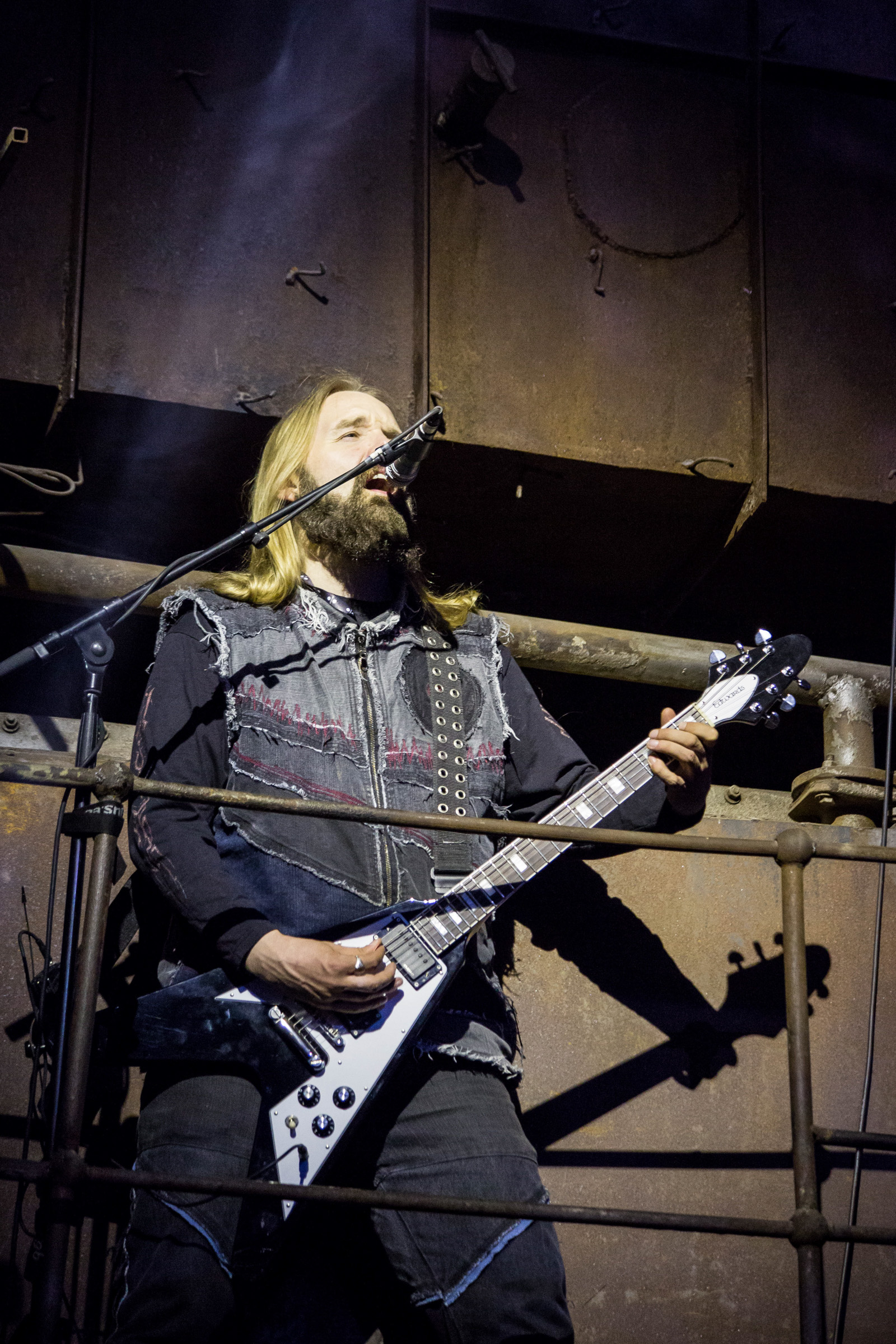
Markus Teeäär 2017, Metsatölls sångare sedan starten 1999

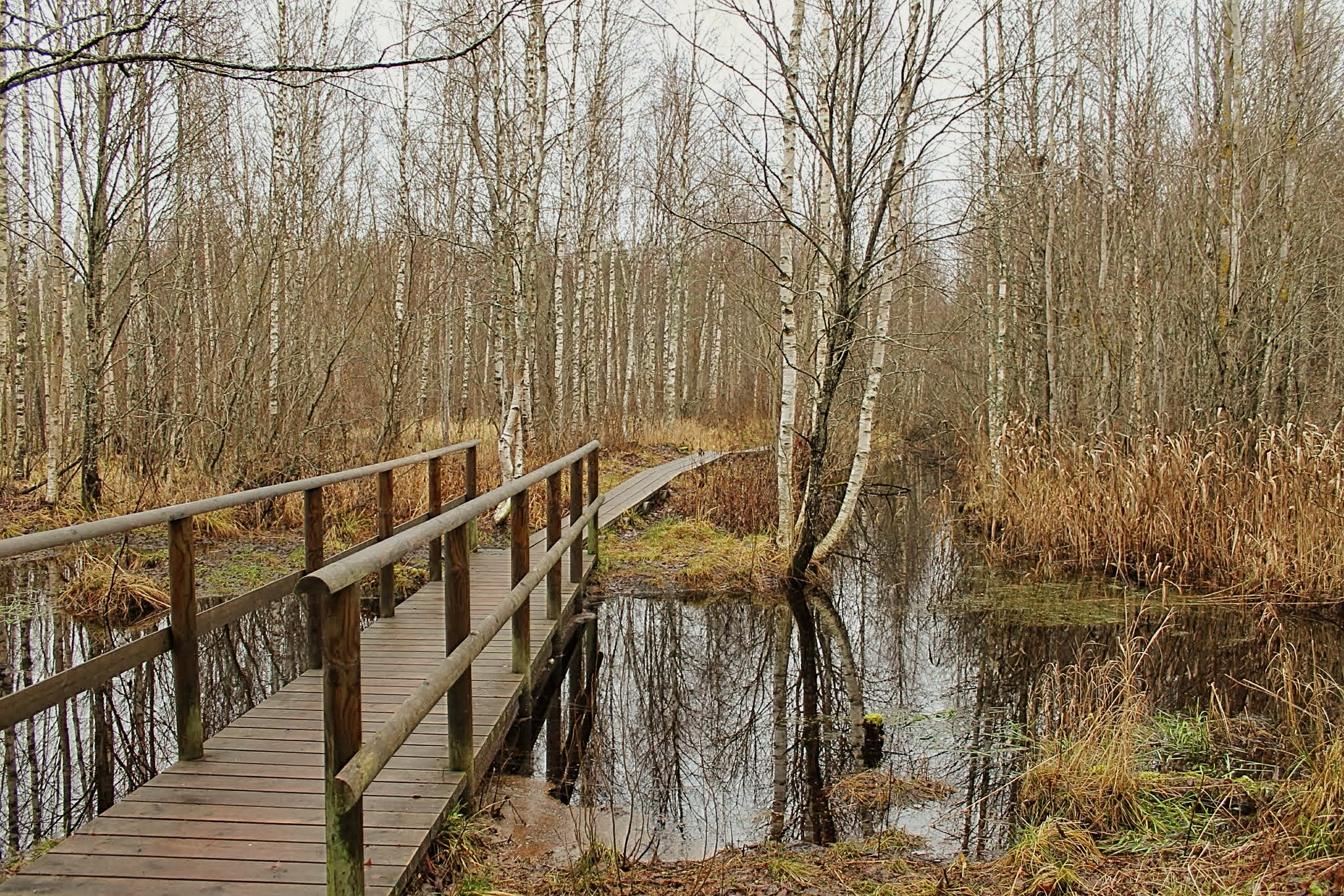
Metsatöll grundades enligt bandet i närheten av Pääsküla mosse

Terast mis hangund me hinge (Steel Frozen In Our Souls) är det estniska folk metal-bandet Metsatölls första demo. Albumet är inspelat av Markus "Rabapagan" Teeäär (sång och gitarr), Andrus Tins (bas och bakgrundssång) och (Silver "Factor" Rattasepp) (trummor och bakgrundssång). Markus Teeäär är idag den ende kvarvarande originalmedlemmen i bandet.
Enligt bandets hemsida träffades de tre blivande bandmedlemmarna i Markus Teeäärs källare, i ett hus vid gränsen till Pääsküla mosse och skrev på bara några dagar fyra-fem av de sånger som skulle komma att ingå på demoskivan, och senare även på Metsatölls andra studioalbum. De nio spåren på demon spelades in i Orbital Vox Studio i oktober-november 1999 och gavs ut i december samma år i en begränsad upplaga på 400 CD-skivor.
Bandnamnet kommer från ett ålderdomligt estniskt ord "metsatöll" som är en eufemism för ordet "varg".

## Musiker

### Bandmedlemmar
- Markus "Rabapagan" Teeäär – sång, gitarr
- Andrus Tins – bas, bakgrundssång
- Silver "Factor" Rattasepp – trummor, bakgrundssång

### Övrig medverkan
- Alo Jaanivald - mixning

## Låtlista
Estniska låttitlar
1. Sissejuhatus - 01:47
2. Veresulased - 6:13
3. Hundiraev - 06:07
4. Terasetuli  - 04:38
5. Mõõk - 04:00
6. Terast mis hangund me hinge  - 04:53
7. Metsaviha 1 - 03:40
8. Metsaviha 2 - 05:05
9. Põhjatuulte pojad ja tütred - 07:47

Bandets översättning av titlarna till engelska
1. Sissejuhatus
2. Bloodservants
3. Wolfrage
4. Steelfire
5. The Sword
6. Steel Frozen In Our Souls
7. Woodwrath 1
8. Woodwrath 2
9. Sons And Daughters of the Northern Winds